# Zestafoni
Zestafoni (en georgiano: ზესტაფონი) es una ciudad en el oeste de Georgia, ubicada en el oeste de la región de Imericia y capital del municipio homónimo. Zestafoni es el centro de la eparquía de Margveti de la Iglesia ortodoxa georgiana.

## Geografía
Zestafoni se ubica a orillas del río Kvirila, unos 30 km al sureste de Kutaisi. Zestafoni es el centro de la región histórica imericia de Margveti. 

### Clima
Zestafoni se encuentra en una región semitropical con inviernos relativamente fríos con un promedio de −4 °C en enero y veranos calurosos con un promedio de 24 °C en agosto.
| Parámetros climáticos promedio de Zestaponi (1991–2020) | Parámetros climáticos promedio de Zestaponi (1991–2020) | Parámetros climáticos promedio de Zestaponi (1991–2020) | Parámetros climáticos promedio de Zestaponi (1991–2020) | Parámetros climáticos promedio de Zestaponi (1991–2020) | Parámetros climáticos promedio de Zestaponi (1991–2020) | Parámetros climáticos promedio de Zestaponi (1991–2020) | Parámetros climáticos promedio de Zestaponi (1991–2020) | Parámetros climáticos promedio de Zestaponi (1991–2020) | Parámetros climáticos promedio de Zestaponi (1991–2020) | Parámetros climáticos promedio de Zestaponi (1991–2020) | Parámetros climáticos promedio de Zestaponi (1991–2020) | Parámetros climáticos promedio de Zestaponi (1991–2020) | Parámetros climáticos promedio de Zestaponi (1991–2020) |
| Mes                                                     | Ene.                                                    | Feb.                                                    | Mar.                                                    | Abr.                                                    | May.                                                    | Jun.                                                    | Jul.                                                    | Ago.                                                    | Sep.                                                    | Oct.                                                    | Nov.                                                    | Dic.                                                    | Anual                                                   |
| ------------------------------------------------------- | ------------------------------------------------------- | ------------------------------------------------------- | ------------------------------------------------------- | ------------------------------------------------------- | ------------------------------------------------------- | ------------------------------------------------------- | ------------------------------------------------------- | ------------------------------------------------------- | ------------------------------------------------------- | ------------------------------------------------------- | ------------------------------------------------------- | ------------------------------------------------------- | ------------------------------------------------------- |
| Temp. máx. abs. (°C)                                    | 22.3                                                    | 25.5                                                    | 30.0                                                    | 36.2                                                    | 39.0                                                    | 38.8                                                    | 42.0                                                    | 42.5                                                    | 39.5                                                    | 34.3                                                    | 27.0                                                    | 25.0                                                    | 42.5                                                    |
| Temp. máx. media (°C)                                   | 9.1                                                     | 10.4                                                    | 14.6                                                    | 20.0                                                    | 24.7                                                    | 28.4                                                    | 30.5                                                    | 31.6                                                    | 28.1                                                    | 22.9                                                    | 16.2                                                    | 11.5                                                    | 20.7                                                    |
| Temp. mín. media (°C)                                   | 1.8                                                     | 2.1                                                     | 5.0                                                     | 8.8                                                     | 13.7                                                    | 17.6                                                    | 20.3                                                    | 20.6                                                    | 16.7                                                    | 12.4                                                    | 6.7                                                     | 3.4                                                     | 10.7                                                    |
| Temp. mín. abs. (°C)                                    | -7.9                                                    | -12.0                                                   | -5.0                                                    | -5.0                                                    | 4.0                                                     | 8.0                                                     | 13.0                                                    | 11.4                                                    | 5.3                                                     | 0.3                                                     | -2.4                                                    | -8.3                                                    | -12.0                                                   |
| Precipitación total (mm)                                | 140.2                                                   | 123.9                                                   | 126.8                                                   | 91.0                                                    | 81.7                                                    | 82.7                                                    | 63.3                                                    | 63.5                                                    | 81.6                                                    | 132.6                                                   | 143.0                                                   | 131.6                                                   | 1261.9                                                  |
| Días de precipitaciones (≥ 1.0 mm)                      | 12.2                                                    | 11.8                                                    | 12.9                                                    | 10.3                                                    | 10.3                                                    | 9.6                                                     | 8.1                                                     | 7.1                                                     | 8.0                                                     | 9.3                                                     | 9.3                                                     | 10.7                                                    | 119.6                                                   |
| Fuente: NOAA                                            |                                                         |                                                         |                                                         |                                                         |                                                         |                                                         |                                                         |                                                         |                                                         |                                                         |                                                         |                                                         |                                                         |

## Historia
La localidad tiene su origen en la antigua fortaleza de Shorapani, fundada en el siglo III a. C. por Parnavaz I de Iberia, que se ubica a 2 km de la actual localidad. Se conoce la existencia de la actual Zestafoni en documentos desde mediados del siglo XVI.  
En 1820 se convirtió en la sede de un puesto militar cosaco y cambió su nombre a Kvirila, en referencia al río que pasa por la localidad. Durante el Imperio ruso, la ciudad fue el centro administrativo del uyezd de Shorapani de la gobernación de Kutaisi. El 1 de agosto de 1871 entró en funcionamiento el primer tramo de la línea ferroviaria más antigua de Georgia entre Tiflis y Zestafoni, que llegó a Poti en 1872. Zestafoni fue, por tanto, una importante estación de tren, lo que impulsó su desarrollo posterior. 
En 1920 su topónimo pasó a ser Yugueli en referencia al revolucionario Valiko Yugueli en tiempos de la República Democrática de Georgia y posteriormente, Kvrila pasó a llamarse oficialmente Zestafoni. Durante los años soviéticos, Zestafoni fue declarada ciudad en 1926 y el centro del raión de Zestafoni de la RSS de Georgia.  El crecimiento de Zestafoni está relacionado con la planta de ferroaleaciones, que se puso en funcionamiento en 1933. El desarrollo de la empresa convirtió a la ciudad en uno de los centros industriales de Georgia. Entre 1955 y 1973 se elaboraron planes para el desarrollo de la ciudad. 

## Demografía
La evolución demográfica de Zestafoni entre 1897 y 2023 fue la siguiente:
| 2010                                            | 4902 | 5363 | 13 728 | 18 898 | 21 701 | 21 101 | 26 098 | 24 158 | 20 814 | 20 548 |
| (Fuente: Population of Georgia in Soviet times) |      |      |        |        |        |        |        |        |        |        |

Históricamente, la población de Zestafoni ha sido mayoritariamente georgiana.
|              | 1959      | 1959       | 2014      | 2014       |
| Grupo étnico | Población | Porcentaje | Población | Porcentaje |
| ------------ | --------- | ---------- | --------- | ---------- |
| Georgianos   | 16 163    | 85,5%      | 20 651    | 99,22%     |
| Rusos        | 1327      | 7%         | 65        | 0,31%      |
| Asirios      | -         | -          | 31        | 0,15%      |
| Armenios     | 217       | 1,1%       | 30        | 0,14%      |
| Ucranianos   | 495       | 2,6%       | 21        | 0,10%      |
| Azeríes      | 10        | 0,1%       | 1         | 0,01%      |
| Osetios      | 56        | 0,3%       | -         | -          |
| Griegos      | 45        | 0,2%       | -         | -          |
| Judíos       | 12        | 0,1%       | -         | -          |
| Total        | 18 898    | 100%       | 20 814    | 100%       |

## Economía
La ciudad de Zestafoni y la ciudad vecina más pequeña de Shorapani son centros industriales. La planta de ferroaleaciones de Zestafoni procesa mineral de manganeso en bruto transportado por ferrocarril por el valle de Kvirila desde Chiatura, abasteciendo el 6% de la demanda mundial. La mayor planta de ferroaleaciones del país, produjo en 1998 35.000 toneladas de silicomanganeso y 11.000 toneladas de aleación de manganeso con contenido medio de carbono. Esta cifra estuvo muy por debajo de su pico de producción anterior de 110.000 toneladas de aleaciones a base de manganeso. La empresa británica de comercio de acero Stemcor adquirió la planta de ferroaleaciones en febrero de 2006. Otras dos plantas en el área de Zestafoni-Shorapani producen productos eléctricos, cables y alambres de aluminio y cobre. En la era soviética había más plantas que producían arcilla, mármol y ropa ignífugos. Zestafoni es también uno de los centros de bodegas y viñedos de Georgia. Son ampliamente conocidos los vinos elaborados con las especies tsitska y tsolikouri.

## Infraestructura

### Arquitectura, monumentos y lugares de interés
Hay un teatro y un museo local de Zestafoni fundado en 1968, que contiene 8.500 objetos expuestos sobre la historia de la ciudad.

### Educación
En la ciudad se encuentra la Universidad Económica y Humanitaria de Sujumi. También hay 7 escuelas públicas, 4 escuelas privadas y 8 jardines de infancia públicos.

### Transporte
Zestafoni está sobre la carretera E60 que lleva a Tiflis y la autopista Gomi-Sachjere-Chiatura.En la ciudad hay una estación de tren y por ella pasa la línea principal del ferrocarril georgiano y el ramal Sachjere-Chiatura.

## Cultura

### Deporte
La ciudad tiene dos equipos de fútbol, el FC Zestafoni y Margveti Zestaponi. El primero ganó dos veces el campeonato de Georgia en las temporadas 2010-11 y 2011-12. El estadio de la ciudad fue construido por la planta de ferroaleaciones Zestafoni en 1952 y desde su renovación tiene una capacidad para 4.600 personas. Además, el equipo local de baloncesto femenino fue campeón de Georgia en 2011. 

## Galería

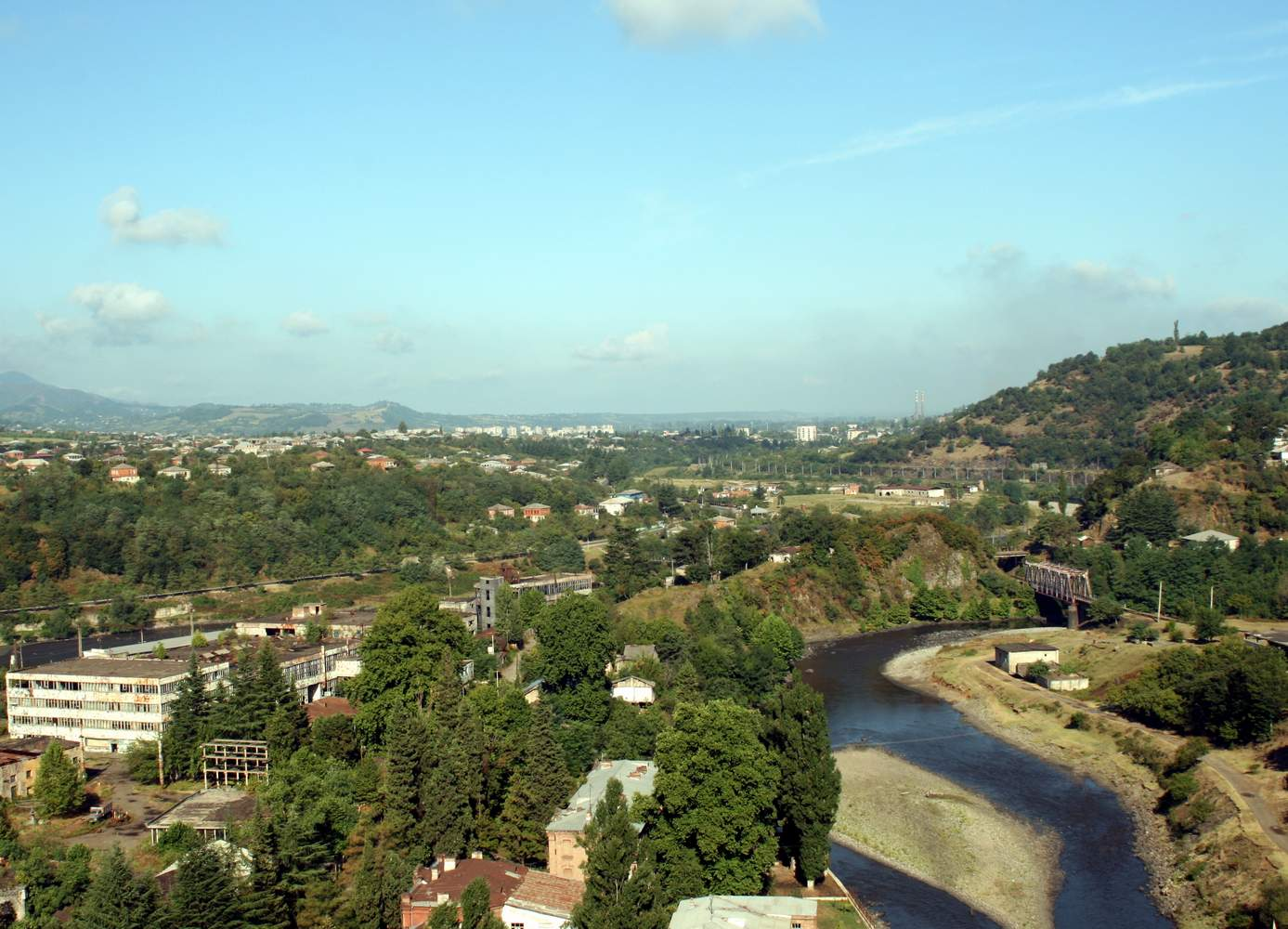
Vista de Zestafoni desde la fortaleza de Shorapani
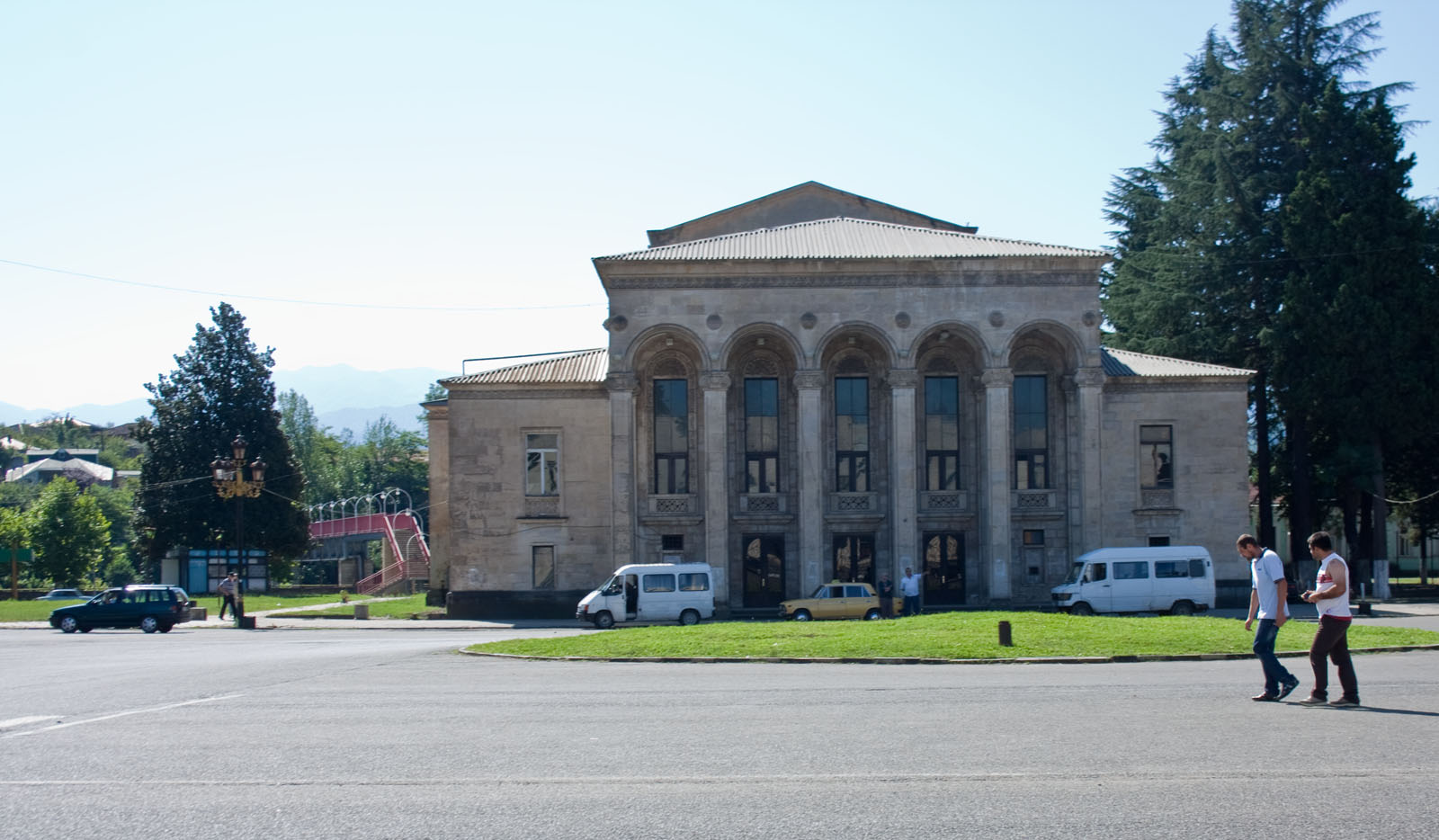
Teatro de Zestafoni
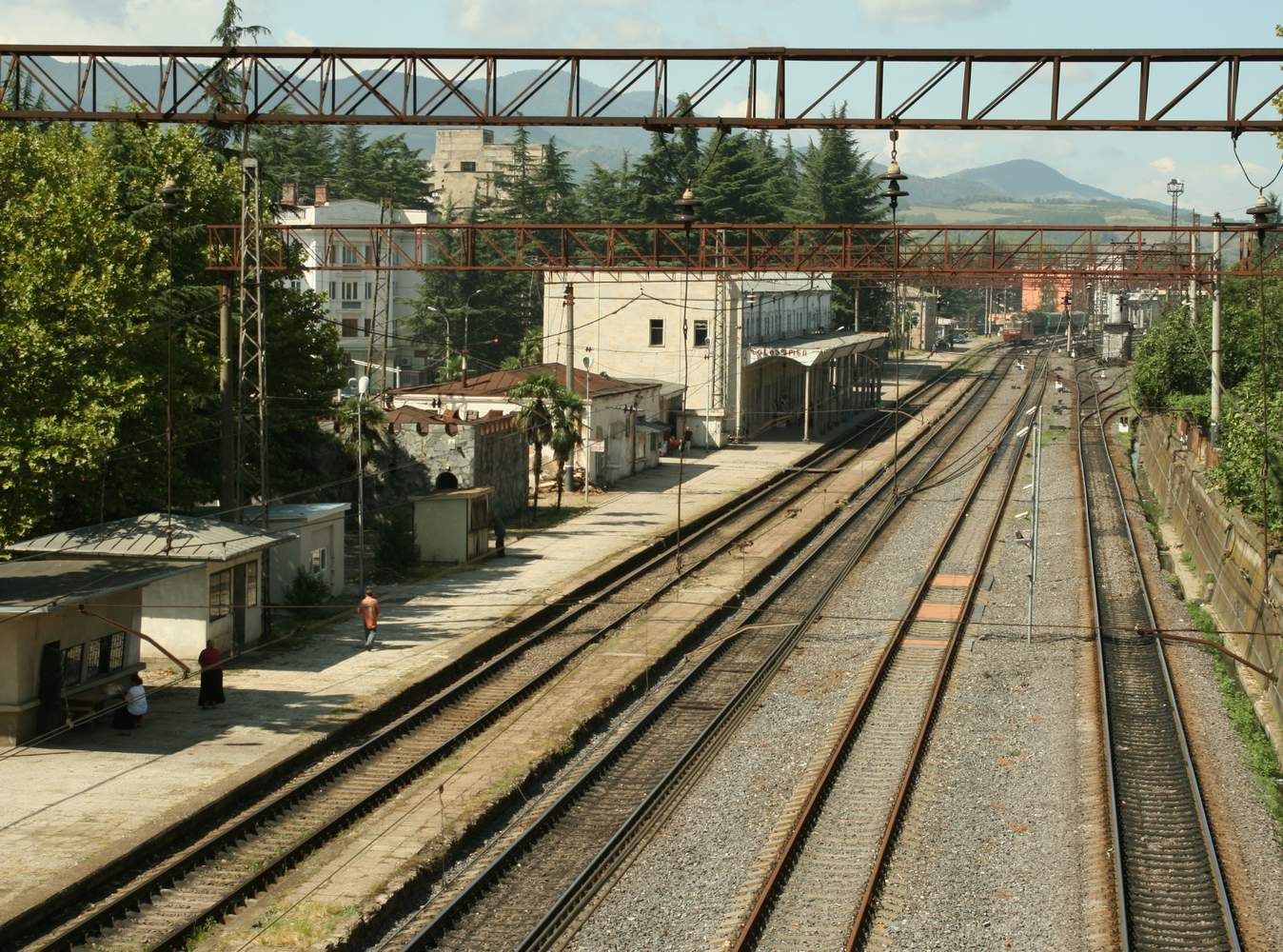
Estación de trenes de Zestafoni
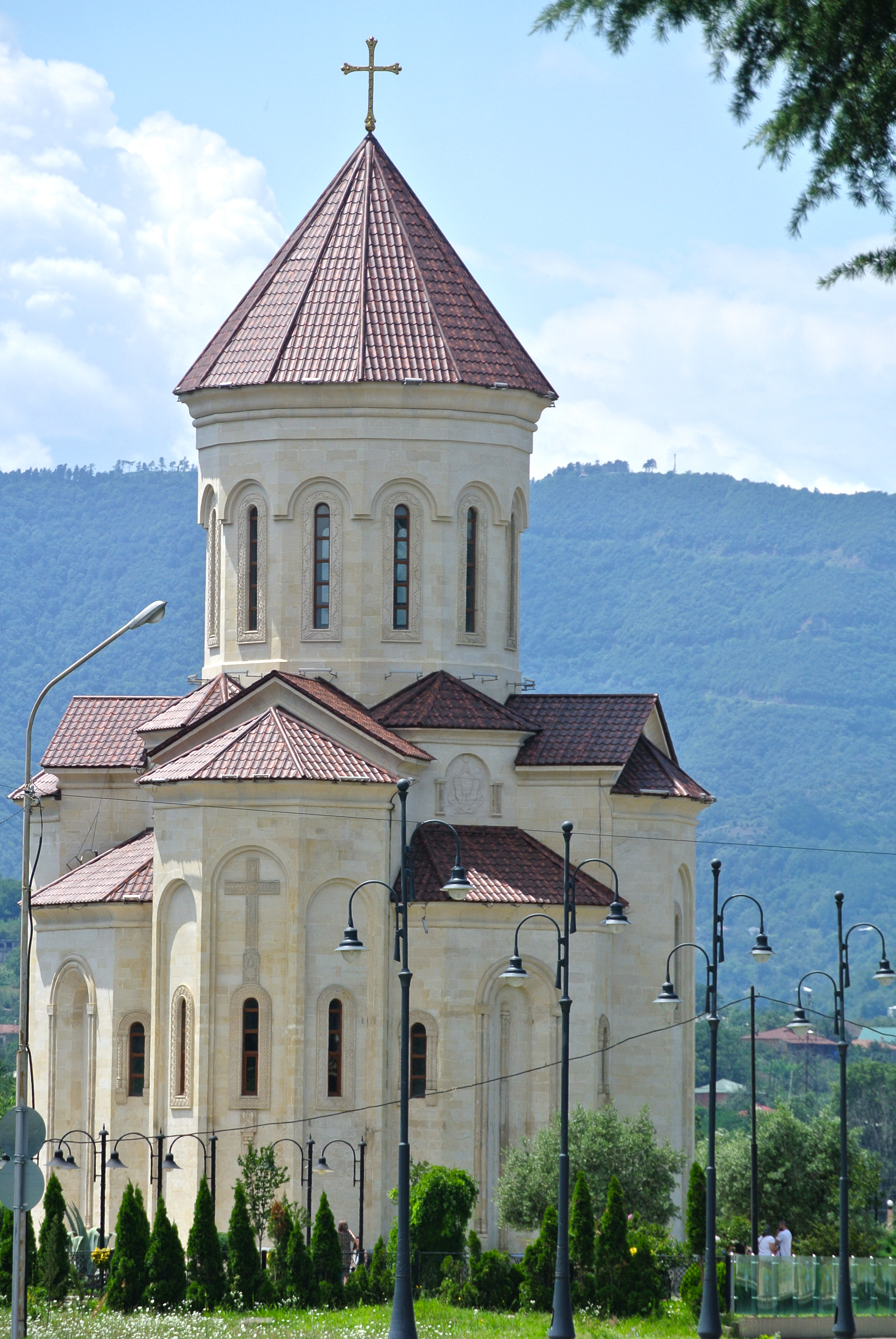
Iglesia de Zestafoni

## Ciudades hermanadas
Zestafoni está hermanada con las siguientes ciudades:
- Kiryat Bialik, Israel.
- Elva, Estonia.
- Tauragė, Lituania.
- Zaporiyia, Ucrania.